# 洛阳郡
洛阳郡，中国古代的郡。
东魏天平中改河南尹置，治所在洛阳县（今河南省洛阳市东北）。辖境同河南尹。隋朝开皇初年废。 